# Amstelplein (Amsterdam)
Het Amstelplein is een plein in Amsterdam-Oost.

## Geschiedenis en ligging
Het plein ontstond toen aan de oostelijke oever van de Amstel een industrieterrein, deels gelegen op het schiereiland de Omval , een herbestemming kreeg in kantoren en woningen. Het gebied werd toen nog doorkruist door de Weesperzijde, die ter plaatse aansloot op de Spaklerweg. Bij de benodigde sanering van de terreinen werden alle gebouwen gesloopt. Het zogenaamde Blookerhuisje bleef wel behouden, maar werd op een andere plek op De Omval herbouwd. Het Amstelplein kreeg haar naam in de jaren negentig, een vernoeming naar de eerdergenoemde rivier. Het rechthoekige plein heeft een uitloper naar het noorden in de vorm van een parkeerterrein en bevoorradingsweg voor de omliggende gebouwen. 
Het Amstelterrein kreeg als plaatselijke uitstulping als taak de aan- en aanvoer van verkeer bestemd voor de omliggende torens; er is geen sprake van een doorgaande weg; de enige uitgang is ook de enige ingang. Voor voetgangers en fietsers vormt het voet/fietspad dat het plein doorkruist juist wel een doorgaande route.

## Gebouwen
In dezelfde tijd dat het plein haar naam kreeg verscheen het ene gebouw na het andere. Rondom het plein kwamen wolkenkrabbers, ook wel Manhattan aan de Amstel genoemd. Aan de noordzijde staat de Rembrandttoren (Amstelplein 1), aan de westzijde kwamen later de Breitnertoren (Amstelplein 2) en de Mondriaantoren (Amstelplein 6-62, even). De ingang van het Amstelstation kreeg huisnummer 3. Een energiegebouw gebouw kreeg nummer 9. 

### Blookergebouw
Tussen al die wolkenkrabbers staat op huisnummer 4 het Blookergebouwtje. Het oorspronkelijke gebouw dateert uit rond 1885 en zou ontworpen zijn door de architecten van Jan van Rossem en Willem Vuyk voor de cacaofabriek Blooker, die aan weerszijden van de oude tak van de Weespertrekvaart was gevestigd. Het hoofdgebouw maakte al eerder plaats voor Leeuwenburg, bijgebouwen bleven tot de jaren 90 staan en werden gesloopt. Een van de gebouwtjes kwam in 2002 in haar oorspronkelijke staat terug, waarbij het gebouw werd gedraaid. Het kreeg ook een nieuw soort dakbedekking. Dit is nodig omdat het Amstelplein behoorlijk winderig is met alle hoogbouw eromheen. Het gebouwtje kreeg de functie van café-restaurant.

## Afbeeldingen

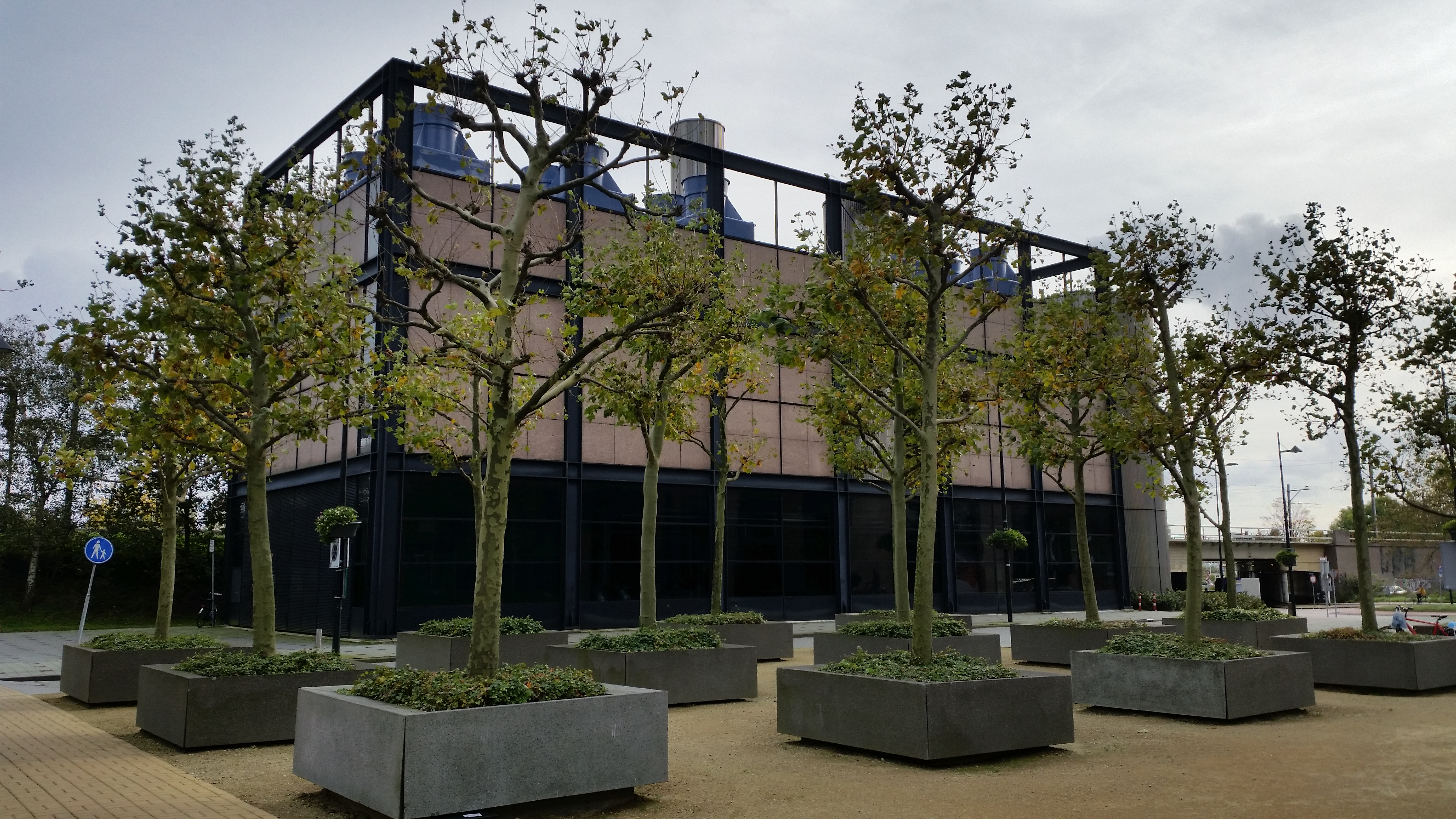
Energiegebouw (oktober 2019)
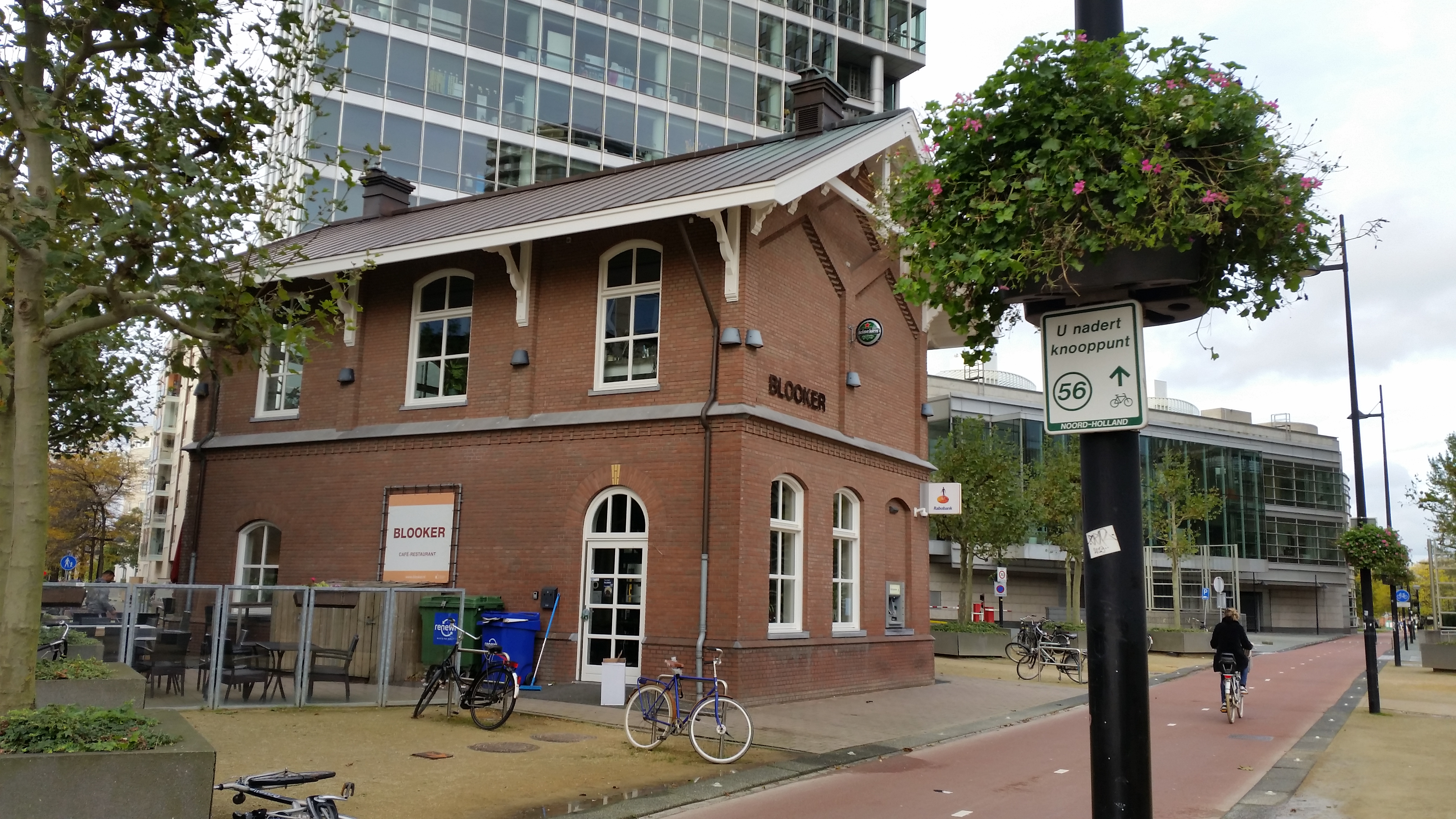
Amstelplein 4 (oktober 2019)
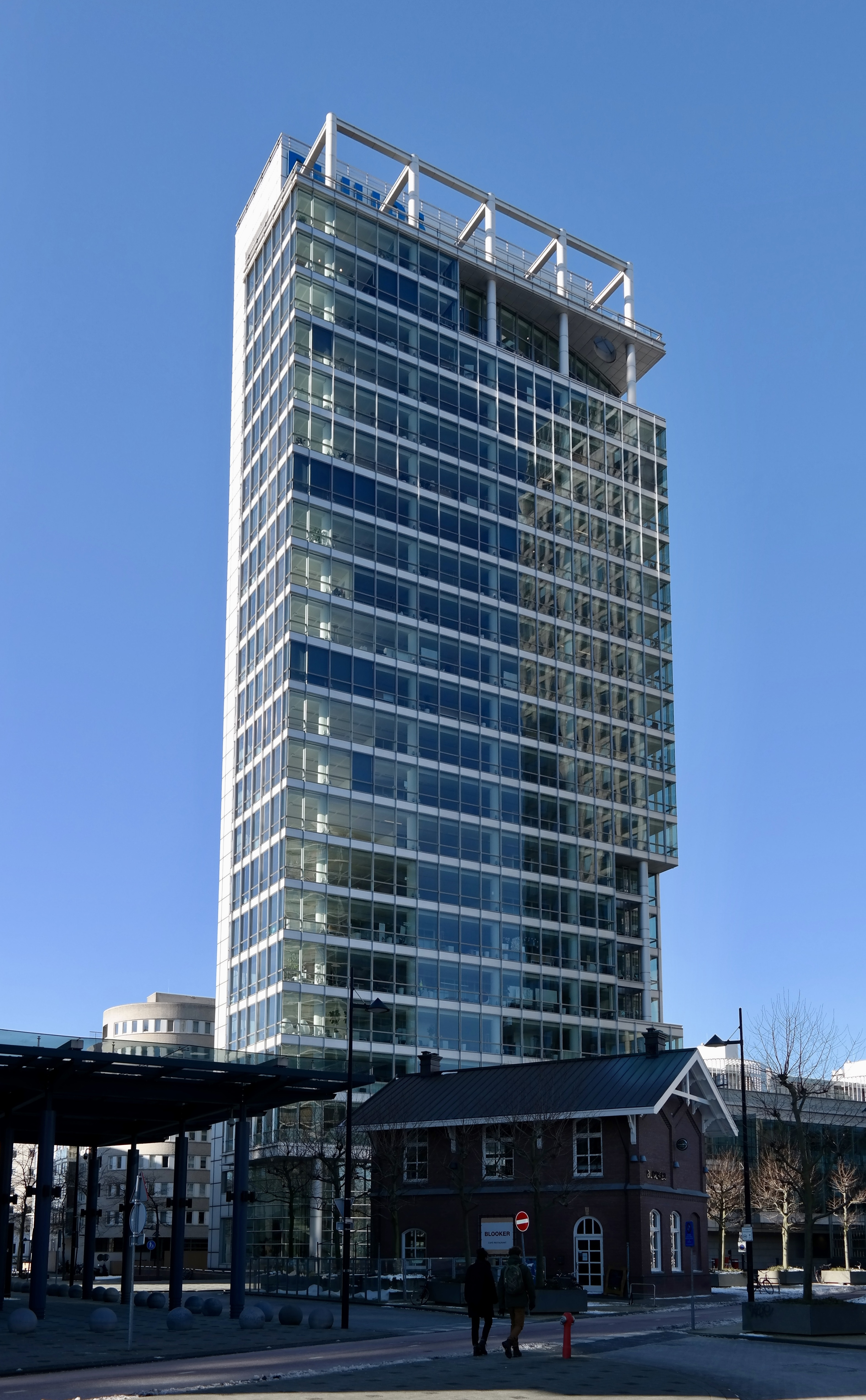
Breitner Center met Blookergebouw (februari 2021)